# Eulophia laurentii
Eulophia laurentii är en orkidéart som först beskrevs av De Wild., och fick sitt nu gällande namn av Victor Samuel Summerhayes. Eulophia laurentii ingår i släktet Eulophia och familjen orkidéer.
Artens utbredningsområde är Kongo-Kinshasa. Inga underarter finns listade i Catalogue of Life.